# Operaisme
L'operaisme (de l'italià: operaio, o sigui "obrer") és una anàlisi i moviment polític marxista heterodox i antiautoritari amb una anàlisi que comença per observar el poder actiu de la classe obrera per a transformar les relacions de producció. Els elements principals de l'operaisme precediren i es combinaren per evolucionar més elaboradament amb el moviment autònom.

## Història
L'any 1961 Mario Tronti, Toni Negri i Raniero Panzieri, teòrics del pensament operaista, fundaren, junt amb altres intel·lectuals comunistes, la revista "Quaderni rossi", que va ser el bressol del pensament operaista, per obra d'intel·lectuals que se separaren del Partit Comunista Italià, m assa lligat a la Unió Soviètica, però també del Partit Socialista Italià.
El 1963 del grup fundador de la revista en sortiren Mario Tronti, Alberto Asor Rosa, Rita Di Leo, Romano Alquati, Toni Negri, Massimo Cacciari i altres per fundar "Classe operaia".

### Esquerra extraparlamentària
El 1969 el pensament operaista va originar dos moviments polítics diferenciats i, en certa manera competidors: un més "ortodox", Potere Operaio (PO), i un altre més movimentista, Lotta Continua (LC). Encara existí un altre grup operaista, Avanguardia Operaia, que després confluí a Democrazia Proletaria juntament amb LC (DP al seu torn confluí a Rifondazione Comunista el 1991).
Després de la dissolució dels dos moviments principals, el 1976, alguns militants de LC i PO van passar a formar part de la galàxia d'Autonomia Operaia, la ideologia de la qual es va inspirar precisament en la centralitat política dels treballadors, independent dels partits i dels sindicats. Altres van triar el camí de la lluita armada, constituint Prima Linea.

### Retorn al PCI d'alguns operaistes
També en el Partit Comunista Italià de l'època berlingueriana existiren grups operaistes: en el corrent ingraià hi milità Alberto Asor Rosa, mentre que altres foren membres del corrent referit a Armando Cossutta (futur fundador de Rifondazione, i després del Partito dei Comunisti Italiani), corrent que mantenia, malgrat tot, forts lligams amb la tradició filosoviètica.

### Fora d'Itàlia
L'operaisme tenia un homòleg a França, amb el grup Socialisme ou Barbarie, i als Estats Units amb la tendència Johnson-Forest.

### En l'actualitat
Des dels anys 90 el pensament operaista ha estat defensat, a més de personalitats com el mateix Toni Negri, per alguns grups i corrents de l'anomenada esquerra radical, així com pels "autònoms" moderns.

## Teoria
Michael Hardt i Antonio Negri, coneguts com a escriptors operaistes i autonomistes (moviment autònom), proporcionen una definició de l'operaisme a partir d'afirmació de Marx que el capitalisme reacciona davant les lluites de la classe obrera: la classe obrera és activa i el capital reactiu.
A partir d'aquesta consideració el desenvolupament tecnològic és analitzat com una resposta a la mobilització obrera i, en el mateix sentit, és vista la legislació que es genera en el marc de l'estat per tal de respondre i canalitzar la lluita de classes.
D'aquesta manera, l'operaisme, pren d'aquesta consideració el seu principal axioma: les lluites de la classe obrera precedeixen i prefiguren les reestructuracions successives del capitalisme. Per això els operaistes retornen a Marx per tal d'intentar posar el fonament de la seva crítica al sistema capitalista.